# Кикбоксинг

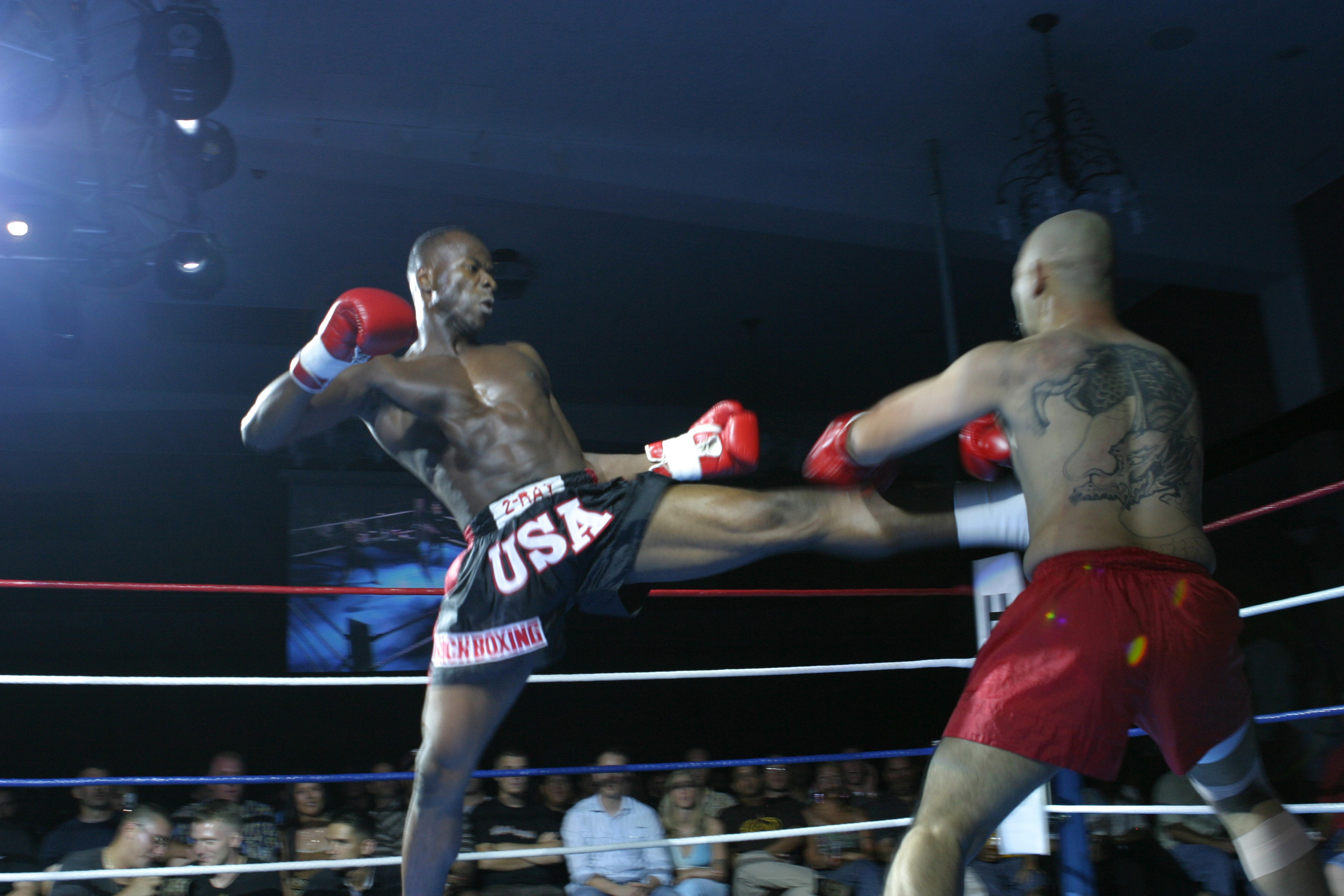
Удар в среднюю зону

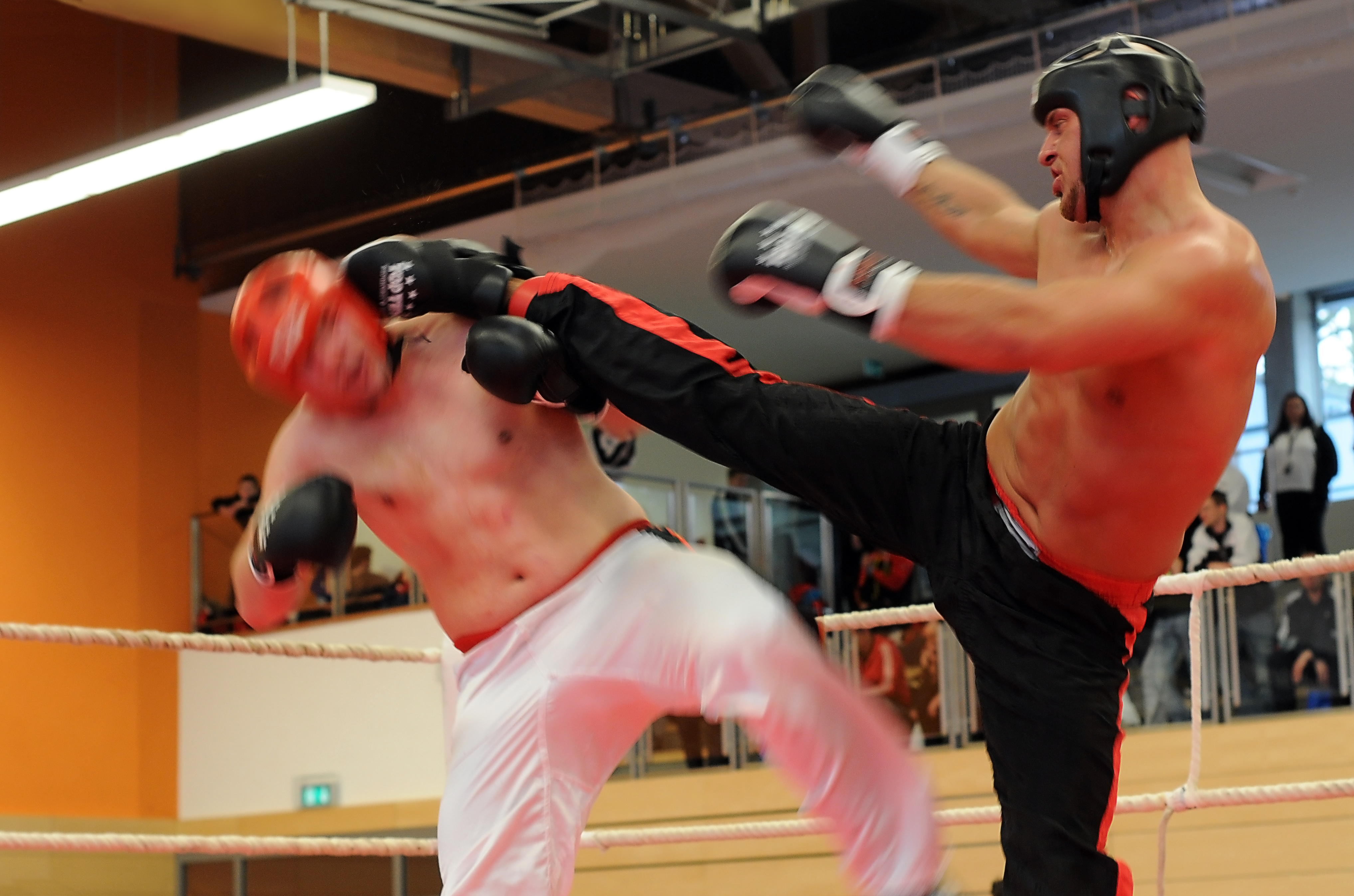
Удар в голову

Кикбо́ксинг (от kick — с англ. — «удар ногой»; boxing — «бокс») — спортивное единоборство, зародившееся в 60-х — 70-х годах двадцатого века. Исторически подразделяется на американский кикбоксинг (фулл-контакт, фулл-контакт с «лоу-киком», лайт-контакт, поинтфайтинг), японский кикбоксинг (формат К-1), сольные композиции (музыкальные формы). Признан МОК, однако имеет шансы быть представленным на Олимпиаде, не раньше 2032 года 
Главной любительской международной федерацией вида спорта является Всемирная ассоциация организаций кикбоксинга (WAKO). Так как признана в 2021 году олимпийской в МОК (международный олимпийский комитет)Признание Кикбоксинга WAKO олимпийским видом спорта. Также, WAKO на своих чемпионатах мира и континентальных чемпионатах обеспечивает, в последние несколько десятилетий, наибольшую массовость среди участников. Так, например, чемпионат мира среди взрослых 2023 года в Португалии собрал 70 стран и 1680 участников. Страны и участники Чемпионата мира среди взрослых 2023 WAKO
Кроме WAKO, на любительском уровне кикбоксинг развивают около десятка других организаций. Таких как: 
WKA (World Kickboxing Association, одна из старейших организаций кикбоксинга в мире, основана в 1976 году, как и WAKO).
ISKA (International Sport Kickboxing Association, так же достаточно старая и устоявшаяся организация, основана в 1986 году) 
Так же любительский кикбоксинг развивают: IAKSA, WTKA, WKO, WKU, WKN и еще несколько менее крупных и имеющих ограниченное признание международных организаций.
На профессиональном ринге наиболее успешные организации кикбоксинга это: Glory, K-1, KOK, Kunlun Fight, One Championship.

## История

### Американский кикбоксинг
Родиной «американской» ветви кикбоксинга являются США. Здесь в 60-х годах на волне популярности восточных единоборств начали практиковать полноконтактные поединки, где, в отличие от большинства правил распространённых тогда тхэквондо и каратэ-сётокан, отсутствовали ограничения силы ударов, поединок не останавливался рефери после проведённого технического действия (достигшего цели удара), были разрешены удары руками в голову (для чего у бокса были позаимствованы техника и экипировка — перчатки). Изначально новый вид спорта именовался «фулл-контакт карате» (англ. full-contact karate, полноконтактное карате). При этом под термином «карате» понималось любое восточное единоборство, будь то собственно карате, тхэквондо или ушу. Вскоре из-за протестов функционеров традиционного карате от названия пришлось отказаться, приняв новый термин — «кикбоксинг». Что же касается «фулл-контакта», то это наименование сохранилось за одним из разделов кикбоксинга. В 1974 году была основана первая организация профессионального кикбоксинга — PKA (Professional Karate Association), что фактически стало датой рождения кикбоксинга как сформировавшегося вида спорта.
Американский кикбоксинг очень быстро проник и в Европу. Именно в Европе в 1976 году была основана старейшая организация любительского кикбоксинга WAKO (World Association of Kickboxing Organizations).
30 ноября 2018 года WAKO получила членство в (МОК) на ближайшие три года. Решение об этом было принято на заседании исполкома МОК в Токио. И это означает, что кикбоксинг временно признан олимпийским видом спорта.

### Японский кикбоксинг (К-1)
«Японская» ветвь кикбоксинга своим происхождением связана с проникновением в Японию тайского бокса, который несмотря на конкуренцию с каратэ-кёкусинкай, смог занять свою весьма обширную нишу, однако не в чистом виде, а в модифицированном. Фактически, японский кикбоксинг — это переделанные правила тайского бокса. Существенными отличиями являлись запрет на удары локтями (считалось, что часто наносимые локтями рассечения вредят зрелищности, поскольку публика предпочитает «чистые» нокауты, а не остановки боёв из-за травм) и иной подход к подсчёту очков (сбалансированная оценка ударов руками и ногами в отличие от тайского бокса, где удары ногами оцениваются выше). В 1970-е годы японский кикбоксинг развивали три основные организации: AJKBA (All-Japan Kick-Boxing Association), WKBA (World Kick-Boxing Association) и лига «Какутоги». После того, как в 1981 году ряд японских кикбоксеров оказались замешанными в связях с преступностью, японские организации пришли в упадок, уступив первую роль американской WKA. С конца 1980-х годов вновь стали появляться местные функционеры кикбоксинга, а в 1993 году появилось К-1, превратившее японский кикбоксинг в одно из наиболее развитых профессиональных единоборств в мире.

Вместе с тайским боксом японский кикбоксинг пришёл в Европу, в первую очередь — в Голландию, которая стала одним из главных мировых центров кикбоксинга (из 18 гран-при К-1 в тяжёлом весе 15 выиграли голландцы).

## Разделы кикбоксинга
|                            | WAKO | WKF | WKA | IKF | WKN |
| -------------------------- | ---- | --- | --- | --- | --- |
| Формы (сольные композиции) | Да   | Да  | да  | да  |     |
| Музыкальные формы          | Да   | Да  |     |     |     |
| Поинтфайтинг               | Да   | Да  | Да  | Да  |     |
| Лайт-контакт               | Да   |     | Да  |     |     |
| Фулл-контакт               | Да   |     | Да  | Да  | Да  |
| Лоу-кик                    | Да   | Да  | Да  | Да  | Да  |
| По правилам К-1            | Да   | Да  | Да  |     | Да  |
| По правилам Glory          |      |     | Да  |     |     |
| Ориентал                   |      |     |     |     | Да  |
| Саньда                     |      | Да  |     | Да  |     |
| Муай-тай                   |      | Да  | Да  | Да  | Да  |
| Модифицированный муай-тай  |      |     | Да  | Да  |     |
| Полноконтактное карате     |      |     | Да  |     |     |

## Правила
6. Сольные композиции
Раздел кикбоксинга, в котором соревнования, проводимые под музыку, включают в себя три вида. Композиции выполняются в «жёстком» стиле, в «мягком» стиле и с предметами, включая в себя фрагменты традиционных комплексов формальных упражнений восточных единоборств. Композиции в «жёстком» стиле воспроизводят характерную пластику «боя с тенью» традиционных восточных единоборств, таких, как карате-до, тхэквондо и другие. Композиции в «мягком» стиле базируются на технике такого восточного единоборства, как ушу. Композиции с предметами выполняются как «бой с тенью» с любым холодным оружием — мечом, ножом, палкой, нунчакой, серпом, булавой и т. д.

### Удары ногами
Удары ногами — импульсивные, взрывные, баллистические, с прямолинейной или криволинейной траекторией, возвратно-поступательные движения ног кикбоксера, плотно дошедшие до тела соперника внутренней или внешней частью стопы. В поединке применяются следующие виды ударов ногой:
Бэк-кик (задний удар) — Этот удар чаще наносится с дальней от противника ноги и разворотом. Вначале совершается разворот на опорной (ближней к противнику) ноге на 180°. При этом через плечо (правое при ударе с правой ноги) необходимо видеть цель. Далее ударная нога, разгибаясь в колене и усиливаясь толчком опорной ноги и движением таза в направлении цели, наносит удар пяткой. Движение похоже на удар лягающей лошади. Это очень мощный удар, применяемый для решения самых различных боевых задач на ринге. После контакта с целью может совершаться разворот далее, до 360°, с тем, чтобы занять положение боевой стойки. С поворотом ноги на 180° может совершаться ударное движение в прыжке. Это очень красивый и быстрый удар. Удар может наноситься как в голову, так и в туловище противника.
Джампинг-кик (удары в прыжке) — Практически все удары (и удары руками в том числе) могут наноситься в прыжке. Это придаёт им определённое своеобразие. Однако такие удары применяются нечасто. Они зрелищны, но неэффективны. Исключение, пожалуй, составляет лишь удар ногой назад. Помимо этого удары в прыжке нарушают ритм боя и отнимают много сил. Удары ногами используются крайне неравномерно. Наиболее часто применяются полукруговые, обратные круговые удары с разворотом, рубящие удары применяются очень редко, и во многих боях спортсмены обходятся без них.
Кресент-кик (обратный боковой удар) — один из самых лёгких ударов ногами в верхний уровень, для нанесения которого не требуется идеальный шпагат. Этот удар наносится внешним или внутренним ребром стопы, в зависимости от его направления (внешний или внутренний). Удар может наноситься как с передней, так и с дальней от соперника ноги. Несмотря на то, что он не очень красив, он любим многими за его простоту и скорость.

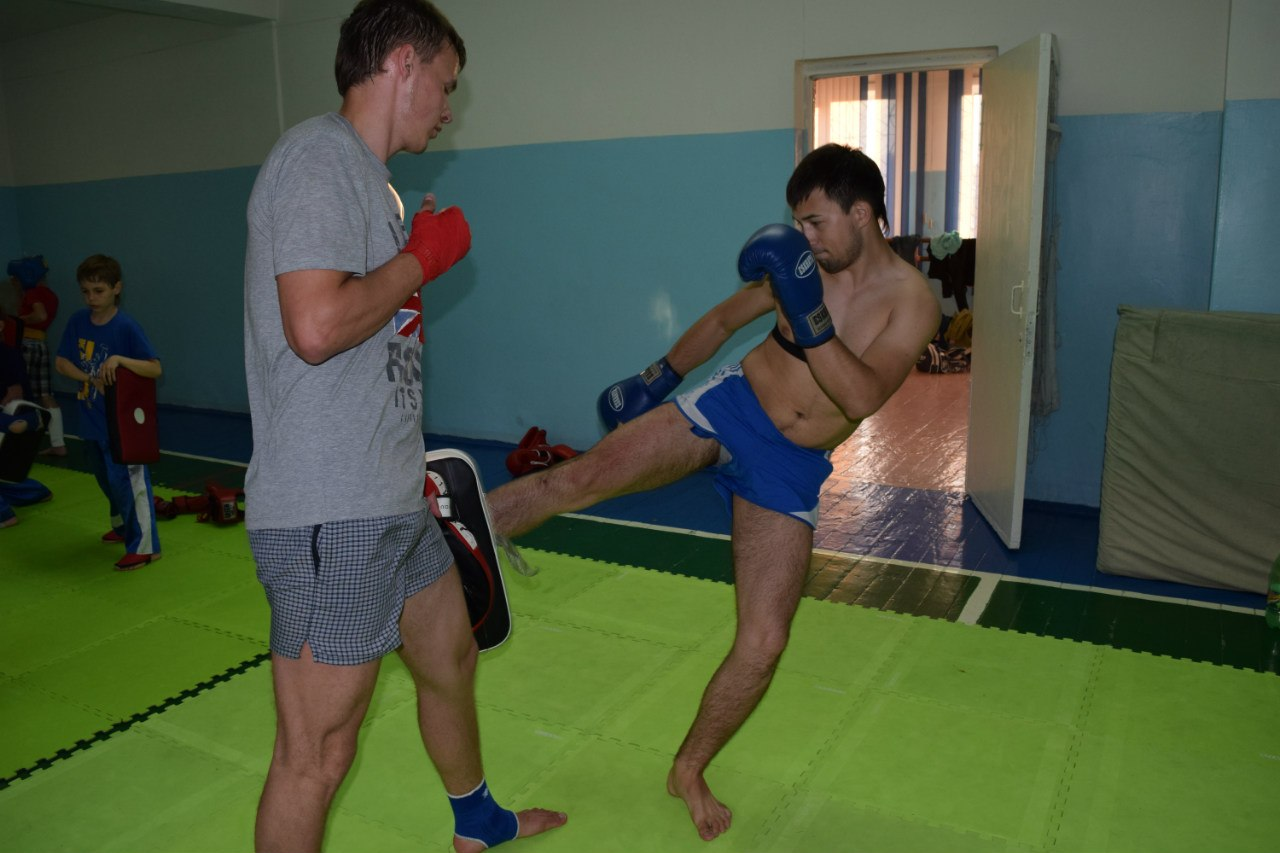
Отработка удара Лоу-Кик на тренировке

Лоу-кик — круговой (как правило) удар наносится во внутреннюю или внешнюю часть бедра соперника. Такие удары снижают скорость передвижения оппонента, при хорошем исполнении — травмируют нижние конечности, что ведёт к прекращению боя. Среди всех типов круговых ударов или любого подобного удара, лоу-кик разрешён не во всех правилах кикбоксинга. Но если уж используется, то как весьма эффективная, нокаутирующая техника. Этот удар очень быстр и очень устойчив, что позволяет его включать в любые комбинации и начинать им атаку. В то же самое время, иногда забывают про эту простую технику не видя всё разнообразие путей и моментов для её применения.

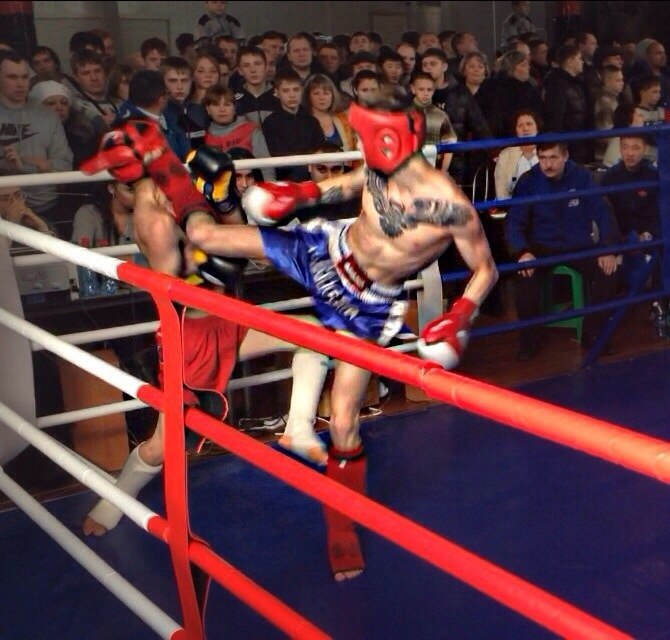
Пример выполнения удара раундхаус-кик. Такой удар способен отправить в нокаут

Раунд-кик (раундхаус-кик) (круговой удар) — данный удар разворотом обычно наносят в голову, что позволяет использовать силу сгибания ноги. Такое выполнение создаёт трудности в защите от этого удара, поскольку нога может обойти блокирующую руку. В начале удара верхняя часть корпуса разворачиваются по траектории, по которой будет нанесён удар, после чего совершается доворот опорной ноги на 90° (иногда на 180°), колено согнутой ноги поднимается к груди, и разгибанием колена наносится удар подъёмом ступни или голенью. Удар может наноситься по всем уровням, в таком случае слово «раунд» не произносится, а добавляется приставка (хай-кик — от англ. «high» — «высокий», миддл-кик — от англ. «middle» — «средний» (по высоте), лоу-кик — от англ. «low» — «низкий». По техника нанесения может быть лёгкий, но быстрый («щелчком»), и может быть более медленным, но более мощным («с проносом»).
Сайд-кик (боковой удар) — В начале удара колено бьющей ноги выводится на уровень груди с одновременным её сгибанием в коленном суставе. Удар производится вкручивающимся движением ноги с одновременным её разгибанием в коленном суставе. При этом таз, совершая движение вперёд, в сторону удара, усиливает и удлиняет его, наращивая импульс, идущий от толчка опорной ноги. В конечном положении удара наружная поверхность ударной ноги обращена (бедро и голень) вверх. Ударная нога и туловище должны лежать в одной вертикальной плоскости. Ударным местом при нанесении этого удара может быть пятка, подошва или «ребро стопы». Данный удар может наноситься как в голову, так и в туловище, как с дальней от противника ноги, так и с ближней. В последнем случае он чаще наносится с подшагиванием дальней от противника ногой.
Экс-кик (удар сверху) — Удар пяткой сверху вниз, словно топором — довольно амплитудный удар. Нокаутировать им нелегко, но смутить, напугать противника можно. Зрители, пришедшие увидеть шоу в исполнении профессионалов, в восторге от этого красивого удара, со стороны он выглядит как растяжка на продольный шпагат. Этот приём часто вводит в заблуждение оппонентов. Нога, резко опускающаяся сверху вниз, часто мало заметна. При хорошем выполнении есть шанс сломать сопернику ключицу. Удар может наноситься с разворотом, как и хук-кик, с разницей, что нога по завершении удара будет двигаться перпендикулярно земле, а не параллельно. В таком случае удар может наноситься и в прыжке (нет опоры, следовательно слабый поражающий момент).
Фронт-кик (прямой удар) — На ринге довольно трудно пробить противника прямым ударом ногой или ударом в сторону (причиной этого являются правила, запрещающие любой удар в низ живота, а также тренированность бойцов, способных как отбивать, так и принимать такие удары). Можно наносить эти удары в голову, но чаще они используются для контроля дистанции с противником, останавливая атаки соперника и начиная свои атаки. Удар наносится пяткой или подушечкой стопы. По направлению может быть восходящим, параллельным земле или нисходящим, в последнем случае наносится обычно «лягающий» удар в голову.
Хук-кик (удар-крюк) — Производится движением, имеющим траекторию, обратную круговому удару. Бьющая нога выносится вперёд — вверх — вбок и затем наотмашь наносится удар пяткой или всей стопой (как пощёчина). Траектория удара аналогична траектории бэкфиста с той лишь разницей, что наносится ногой. Проводится удар обычно с передней ноги, с целью разведки. Обратный круговой удар может наноситься и с дальней от противника ноги с разворотом на 360°. В кикбоксинге он известен как «вертушка». В данном случае удар получается очень сильным. Сначала боец поворачивается в направлении удара, скручивая корпус и фиксируя цель, после чего выносит согнутое колено ударной ноги вверх и вбок, переступая на опорной ноге или проскальзывая на носке стопы, потом распрямляет колено, продолжая импульс за счёт скручивания корпуса и поворота таза, и потом резко подключает мышцы ягодиц и мышцы-сгибатели бедра, нанося удар со сгибанием колена. Удар совершается с дальней от противника ноги (правой в данном случае) и с разворотом по часовой стрелке. После нанесения удара нога продолжает движение по заданной траектории, завершится поворот на 360°, спортсмен снова займёт положение привычной боевой стойки.

### Подсечки (фут-свипс)
К подсечкам, применяемым в кикбоксинге, относят: подсечку подъёмом стопы; подсечку внутренней стороной стопы; подсечку, выполняемую с разворотом на 360°, то есть дальней от противника ногой (движение, во многом аналогичное обратному круговому удару ногой с разворотом). Посредством подсечек решаются самые различные боевые задачи: лишить противника равновесия, снизить темп боя.

### Удары руками
Основы в кикбоксинге те же, что и в классическом боксе: совпадают стойки, способы перемещения, способы защиты и, конечно, удары руками, но основу действий составляют удары ногами. Основы боксёрской работы руками очень важны. Многие начинающие кикбоксеры начинают увлекаться ударами ногами, особенно внешне эффектными, но именно этого и стоит избегать. Просто задумайтесь, насколько техника бокса обширна и глубока, раз многие профи посвящают всю свою жизнь её совершенствованию, тогда как кикбоксерам приходится ещё и практиковать проработку ударов ногами. Практиковать зрелищные, но неэффективные удары ногами нет времени.
Апперкот (Удар снизу левой) — Этот удар чаще наносится в туловище. При его нанесении вес тела переносится на левую (стоящую впереди) ногу, туловище несколько поворачивается влево вокруг вертикальной оси, рука отводится назад и вниз — создаётся положение замаха. Далее туловище поворачивается вправо, вокруг вертикальной оси с одновременным толчком левой ноги. Этот удар наносится по дуге снизу вверх. Вес тела может оставаться на левой ноге, а может переноситься на правую. При ударе тыльная сторона кисти обращена к противнику.
Апперкот (Удар снизу правой) — В начале удара туловище поворачивается влево или вправо вокруг оси с одновременным толчком от опоры стоящей сзади правой ноги. Правая рука несколько отводится назад и вниз. Далее выводится вперёд правое плечо и по дуге снизу-вверх наносится этот удар. Вес тела переносится на впередистоящую левую ногу. В момент удара движения в локтевом и плечевом суставах должны быть блокированы с целью придания удару достаточной жёсткости. Удар может наноситься как в голову, так и в туловище.
Бэкфист (раскручивающийся удар правой рукой) — Однако в кикбоксинге есть один приём, которого нет в боксе. В случае неожиданности этот приём способен отправить противника в нокаут. И поскольку он запрещён в боксе, то требует тщательной отработки. Выполняя его, следите за дистанцией. Очень часто случается, что удар получается предплечьем, а не кулаком. А это уже запрещено правилами кикбоксинга. Производя данный удар, необходимо сделать резкий поворот на 360° вокруг оси, проходящей через впередистоящую левую ногу и плечо левой руки. При этом ноги и таз совершают поворот более резко и обгоняют туловище, плечи и бьющую руку. Это скручивание даёт упругую деформацию, необходимую для удара. Правая рука совершает круговое движение по часовой стрелке и может быть более или менее согнута в локте. Удар наносится тыльной стороной кисти.
Джеб (Прямой удар передней, то есть ближней к противнику рукой) — Толчком правой ноги и разворотом туловища вправо (прямой удар левой рукой) левая рука бросковым движением посылается по прямой линии к цели. В конечном положении удара вес тела в большей степени приходится на левую ногу. Перед ударом может осуществляться некоторый замах. Для этого туловище поворачивается влево вокруг вертикальной оси, левый кулак несколько отдаляется от цели. Замах увеличивает силу наносимого удара. Кулак при соприкосновении с целью может быть отражён пальцами вниз или вправо, что в равной степени правильно и обусловлено индивидуальностью спортсмена. Правая рука защищает туловище и голову. Данный удар — один из наиболее часто применяемых в кикбоксинге.
Панч (Прямой удар дальней от противника рукой) — При данном ударе правая рука (прямой удар правой рукой) уже находится в положении замаха. Однако кулак совершает более длинное движение до цели и, соответственно, этот удар используется гораздо реже, чем джеб. Это один из наиболее сильных ударов руками. Он часто в случаях чистого попадания приводит к прекращению боя. Выполняя данный удар, кикбоксер поворачивает туловище вокруг вертикальной оси влево с одновременным толчком правой ноги. Позже начинает разгибаться правая рука в локтевом суставе с продолжением поворота туловища и отталкивания ногой от опоры. Правое плечо выводится вперёд. В конце удара ОЦТ смещается к передней границе площади опоры и проецируется в районе стопы впередистоящей левой ноги. При прямом ударе правой рукой очень важно выполнить достаточно полный разворот туловища влево. Этим определяется длина удара. Некоторые авторы дают такой ориентир — вертикаль, проведённая от подмышечной впадины правой руки, должна проходить через колено опорной (левой) ноги. Левая рука при этом ударе страхует голову и туловище от возможных встречных ударов противника. Совершается движение по траектории, идущей несколько сверху вниз, по направлению к цели от исходного положения кулака. Однако при этом открывается голова для встречных ударов противника.
Свинг (Боковой удар с дальнего расстояния) — Наносят его из боевой стойки почти разогнутой рукой. Из левосторонней стойки первоначальное движение для удара начинают правой ногой, передавая толчком вес тела на вышагивающую вперёд левую ногу; одновременно левой рукой слегка опуская её, делают дугообразное движение, начиная его снизу вверх и далее по горизонтали до самой цели. Этому боевому движению руки содействует поворот туловища направо. Удар фиксируется на цели обычным местом кулака, повёрнутого пальцами наружу. Правую руку оставляют для страховки головы, защищая её раскрытой ладонью от встречных ударов противника.
Хук (Боковой удар левой в голову) — Наравне с правым прямым ударом в голову левый хук является одним из лидеров по количеству нокаутов, сделанных посредством его нанесения. Особенно часто он наносится на скачке вперёд, под шаг разноимённой (правой) ноги или после правого прямого удара в голову или туловище (речь идёт об ударе с ближней к противнику руки). Для его выполнения сначала делается некоторый замах. С этой целью туловище нужно слегка повернуть влево вокруг вертикальной оси. Вес тела также переносится на эту (левую) ногу. Ударное движение, аналогично описанным выше, начинается с поворота туловища вправо с одновременным отталкиванием левой ногой от опоры. Однако здесь удар производится по дуге, идущей слева направо. При этом ударе рука может быть в зависимости от необходимых характеристик траектории более или менее согнута в локтевом суставе.
Хук (Боковой удар правой в голову) — Он может быть более или менее длинным. Это определяется тем, насколько согнута бьющая рука в локтевом суставе. При длинном ударе угол между плечом и предплечьем тупой. Правый хук (дальней от противника рукой) наносится движением, аналогичным правому прямому удару, за исключением траектории удара. Она криволинейная. Удар идёт по дуге справа налево. Поскольку при данном варианте ударного движения возникают реактивные силы, ещё дальше отодвигающие ОЦТ влево, в направлении цели, устойчивое положение достигается увеличением площади опоры по фронту (ноги расставляются несколько шире, чем при прямом ударе правой).
Джолт — относится к прямым ударам. По сути контратакующий удар. Наносится под рукой противника в момент удара, цель — голова/грудь.
Кросс (англ. — крест) — относится к прямым ударам. По сути контратакующий удар. Наносится как левой, так и правой рукой. Наносится над рукой противника в момент удара, цель — голова.

### Запрещённые удары руками
1. Удар открытой перчаткой
2. Удар внутренней стороной перчатки
3. Удар боковой стороной кулака (разрешён в поединках полуконтакта)
4. Удар нижней или верхней стороной кулака (разрешён в поединках полуконтакта)
5. Удар внутренней стороной руки (разрешён в поединках полуконтакта)
6. Удар запястьем. Кроме того, не допускаются также удары и толчки, наносимые предплечьями.

### Экипировка в кикбоксинге
На настоящий момент кикбоксинг является видом спорта с чётко установленными правилами, обязательным пунктом в которых является наличие защитного снаряжения на спортсмене. Перед началом боя наличие защитного снаряжения и пригодность для использования проверяет рефери. Рассмотрим подробнее, что должно быть надето на бойце:
В любом разделе любительского кикбокса необходимым является наличие защитного шлема. В некоторых случаях допускается использование тренировочного шлема. Шлем для кикбоксинга отличается от боксёрского усиленной защитой верха головы, что обусловлено наличием в техническом арсенале кикбокса высоких ударов ногами. Допускается использование боксёрского шлема, при условии наличия защиты верха головы. Также обязательно проверяется наличие капы. Профессионалы как правило дерутся без шлемов, хотя это нигде не регламентируется и формально использование шлемов профессионалами не запрещено.
На руках у спортсменов должны быть надеты боксёрские перчатки, соответствующие правилам кикбоксинга. В некоторых разделах кикбоксинга (Лайт-контакт, Семи-контакт) используют перчатки с открытой ладонью. В разделах фулл-контакт, фулл-контакт с лоу-кик, кик-лайт, К-1 используются стандартные боксёрские перчатки 10 унций, красного или синего цвета (под цвет угла).
Перчатки должны быть надеты на руки перед выходом на ринг, кисти рук должны быть тейпированы бинтами определённой длины.
У всех бойцов проверяется наличие защитной паховой раковины, у девушек желательно наличие защитной кирасы.
Голени спортсменов должны быть защищены щитками. Это обязательное условие для семи-, лайт-контактов и для фулл-контакта. Поскольку правилами остальных разделов кикбоксинга разрешены удары ногами по ногам, то наличие защитных щитков на голени специально оговаривается в положении о проведении соревнования.
Ноги защищены футами с закрытой пяткой. Не допускается использование каратистских накладок на голени с «язычком», фут для рукопашного боя. Футы должны быть надеты на босую ногу.
Кикбоксеры семи-, лайт-, и любительского фулл-контакта дерутся в специальных спортивных штанах с широкой резинкой, верхний срез которой отграничивает область разрешённых ударов, длиной до середины щиколотки. До конца 90-х годов в кикбоксерских штанах дрались также спортсмены, выступавшие в разделе лоу-кик. Штаны должны быть лёгкими, не стесняющими движений. Для профессиональных кикбоксеров выступающих в разделе фулл-контакт, штаны являются предметом выбора, хотя профессионалы-фулловики, как правило, тоже дерутся в кикбоксерских штанах, за редким исключением. Цвет штанов в любительском кикбоксинге. как правило, должен соответствовать цвету угла, хотя могут быть и исключения. В профессиональном кикбоксинге цвет штанов не регламентируется. В разделах кик-лайт, фулл-контакт с лоу-киком (с конца 90-х) и К-1 бойцы выступают в специальных шортах. Разрешается выступать в шортах для тайского бокса, при условии отсутствия соответствующих надписей. И штаны, и шорты должны быть чистыми, отглаженными, не иметь внешних повреждений, застёжек, карманов и т. п.
Кикбоксеры, выступающие в разделах семи- и лайт-контакт выступают в футболках, либо в боксёрских майках. Кикбоксеры-мужчины, в разделах фулл-контакт, фулл-контакт с лоу-кик и К-1 дерутся с голым торсом, причём это касается и любителей и профессионалов (в отличие от бокса, где с голым торсом разрешено выступать только профессиональным боксёрам). Требования к плечевой форме для женщин одинаковы для всех разделов. Это могут быть на выбор топ, футболка или боксёрская майка.
Допускается наличие трикотажных наколенников, налокотников, голеностопов не травмоопасных видов.
Если при проверке защитного оборудования рефери обнаружил отсутствие или же возникли претензии к состоянию любого предмета, рефери требует замены или восполнения и выделяет для этого время, не больше одного раунда. Если по истечении данного времени боец оказывается не готов к бою, он дисквалифицируется.
Столь высокие требования к защитному оборудованию имеют цель максимально снизить риск получения травмы спортсменом в ходе боя и повысить зрелищность поединков, проводящихся по правилам кикбоксинга. Самый длинный матч в кикбоксинге продолжался 18 раундов. По сей день есть чемпион под кличкой «Доктор из Италии».

## Кикбоксинг в киноискусстве
Появление кикбоксинга в США во второй половине XX века совпало с периодом развития видеорынка. Кикбоксинг как новый зрелищный вид единоборства оказался востребованным в жанре боевика, звездой которого с середины 1960-х был Брюс Ли. Кикбоксеры, завершившие спортивную карьеру на ринге, становились постановщиками трюков, каскадёрами и актёрами, демонстрируя на экране приёмы кикбоксинга. В 1972 году вместе с Брюсом Ли снимается Чак Норрис («Возвращение дракона»). Вскоре на экране появляются Билл «Суперфут» Уоллес («Сила одиночки», 1979), Джо Льюис («Сила пятерых», 1981 год), Дон «Дракон» Уилсон («Кровавый кулак», 1989 год). В том же 1989 году на экраны выходит фильм «Кикбоксер» с участием Жан-Клод Ван Дамма и Мишеля Кисси. Всего вышло пять частей этого фильма, в которых также снимался мастер боевых искусств Марк Дакаскос.
Специфика киноиндустрии обусловила участие в ролях героев, демонстрирующих приёмы кикбоксинга, не только профессиональных спортсменов, но и актёров. Как правило, на такие роли приглашали актёров, занимавшихся ранее любительским спортом. Среди них были Лоренцо Ламас («Ночь бойца, или Кикбоксинг в США», 1990), Кэри-Хироюки Тагава и Саша Митчелл («Кикбоксер 2: Дорога назад», 1991).